# ORAC

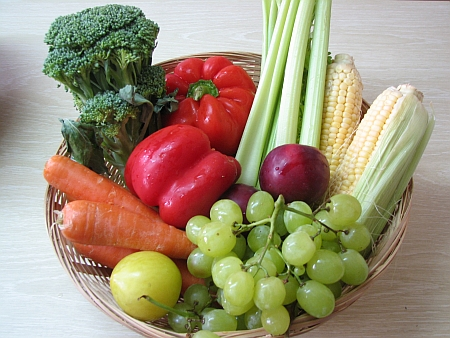
Owoce i warzywa – źródła przeciwutleniaczy

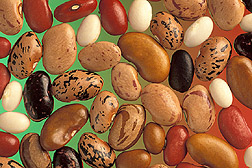
Różne gatunki fasoli zwyczajnej Phaseolus vulgaris – pokarm bogaty w przeciwutleniacze. Wyróżniają się wyglądem: fasola różowa plamista, czyli ang. pinto beans, biała ang. white benas, oraz dwa typy czerwonej: groch nerko-podobny ang. kidney beans i drobna ang. red beans

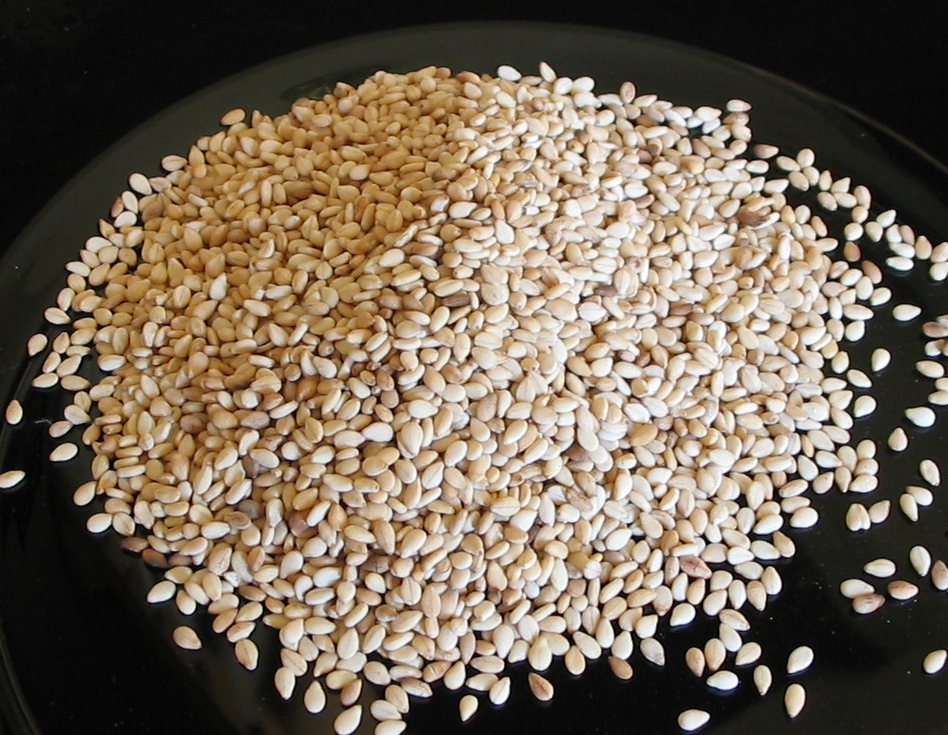
Ziarno sezamowe zawiera przeciwutleniacze

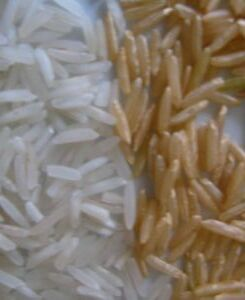
Surowy ryż brązowy: ORAC = 24 287 µmol TE/100 g i TP = 667 mg GAE/100 g

ORAC (skrótowiec od ang. Oxygen Radical Absorbance Capacity) – zdolność pochłaniania reaktywnych form tlenu przez przeciwutleniacze (inaczej: pojemność antyutleniająca lub pojemność antyoksydacyjna) w próbkach biologicznych.
Metodą pomiaru pojemności antyutleniającej jest metoda ORAC-FL wykorzystująca fluoresceinę w roli sondy fluorescencyjnej. W metodzie tej jednostką miary jest "μ mol TE/100 g" tzn. mikromol TE (TE pochodzi od ang. trolox equivalent) na 100 gramów próbki – zatem jednostka ta określa pojemność antyutleniającą 100 gramów próbki równoważnie do 1 mikromola troloksu. Metoda ORAC-FL została opracowana przez Krajowy Instytut ds. Procesu Starzenia (National Institute on Aging) w amerykańskich laboratoriach Narodowych Instytutów Zdrowia (NIH). Stres oksydacyjny odgrywa rolę w powstawaniu i rozwoju chorób zwyrodnieniowych oraz chorób związanych z procesem starzenia się.
Dieta bogata w warzywa, owoce i inne pokarmy zawierające przeciwutleniacze wspomaga obronę organizmu przed niszczącym wpływem reaktywnych form tlenu. Także niektóre witaminy (np. A, C, E) i niektóre pierwiastki o znaczeniu biologicznym, jak np. selen, pełnią rolę przeciwutleniaczy. Dietetycy zalecają, aby osoby dorosłe spożywały dziennie 200 g warzyw i 200 g owoców, 6–7 kromek chleba oraz 200–250 gramów ziemniaków, ryżu, makaronu, nasion roślin strączkowych (dotyczy postaci gotowych do spożycia), aby pokryć zapotrzebowanie organizmu na witaminy, minerały, w tym przeciwutleniacze oraz błonnik. Zaznaczają przy tym, że warzywa, owoce, chleb, ryż (szczególnie ryż brązowy), ziemniaki i makaron (najlepiej z pełnego ziarna) oraz kasze i nasiona roślin strączkowych posiadają dużą wartość odżywczą przy jednoczesnej niskiej wartości energetycznej. Aby dostarczyć organizmowi niezbędne składniki, w tym przeciwutleniacze, należy regularnie spożywać różne owoce i warzywa.

## Zasada metody ORAC-FL
Metoda pomiaru ORAC-FL jest oparta na technice zastosowanej po raz pierwszy przez Glaziera. Wykorzystuje się reakcję utleniania cząsteczek substancji fluorescencyjnej po zmieszaniu jej ze związkiem dostarczającym wolnych rodników, np. związkiem azowym. Ogrzewanie podczas badania przyśpiesza proces tworzenia się rodników peroksydowych, które niszczą molekuły fluorescencyjne, powodując zanik fluorescencji. Przeciwutleniacz chroni cząsteczki substancji fluorescencyjnej przed rozpadem oksydacyjnym. Stopień ochrony jest mierzony fluorymetrycznie przy wykorzystaniu fluoresceiny jako substancji pomiarowej. W pierwotnej wersji tej metody stosowano białko β-fikoerytrynę. Intensywność fluorescencji spada w miarę postępowania procesu utleniania. Pomiar wykonywany jest zwykle po upływie 35 minut od czasu wprowadzenia związku azowego generującego wolne rodniki. Rejestrowany jest przebieg zaniku fluorescencji w postaci wykresów przedstawiających zależność intensywności fluorescencji w czasie, a następnie oblicza się obszar pomiędzy dwoma krzywymi: przy obecności przeciwutleniacza oraz bez niego. Następnie porównuje się otrzymane wykresy. Stopień ochronnej aktywności przeciwutleniacza opisywany jest ilościowo przez porównanie z troloksem jako substancją wzorcową. Stosując próbki troloksu o różnych stężeniach, przygotowuje się krzywą wzorcową, do której przyrównuje się wyniki uzyskane dla badanych próbek. Wyniki analiz, np. żywności, podaje się w jednostkach będących równoważnikami TE.
Zaletą tej metody jest możliwość badania zarówno związków wykazujących, jak i niewykazujących opóźnienia w działaniu antyoksydacyjnym. Ma to szczególne znaczenie właśnie w przypadku badania próbek żywności, które charakteryzują się tym, że zawierają mieszaniny różnych przeciwutleniaczy o różnej sile działania, jak też składników nie wykazujących cech przeciwutleniających.
Wady metody ORAC-FL: 
- mierzenie zdolności działania przeciwutleniającego jedynie w stosunku do wybranej grupy wolnych rodników, najprawdopodobniej tylko nadtlenków
- brak charakterystyki przebiegu reakcji prowadzącej do uszkodzeń
- brak wystarczających dowodów naukowych potwierdzających udział wolnych rodników w powyższej reakcji

Jak do tej pory naukowcy nie określili ściśle i jednoznacznie zależności występującej pomiędzy wartościami ORAC różnych produktów żywnościowych a ich wpływem na zdrowie człowieka.

## Wartości ORAC w żywności
W 2007 roku Departament Rolnictwa USA (United States Department of Agriculture, USDA) upublicznił spis wartości ORAC dla 277 artykułów spożywczych pochodzenia roślinnego, takich jak: owoce, warzywa, orzechy, fasole, przyprawy korzenne oraz produkty nasienno-zbożowe.
Wartości ORAC zostały przeliczone dla porcji artykułów żywnościowych o masie 100 g i wyrażone w mikromolach TE (równoważnikach troloksu, pochodnej witaminy E) i obejmują zarówno przeciwutleniacze rozpuszczalne w tłuszczach (czyli lipofilne, np. karotenoidy), jak i rozpuszczalne w wodzie (czyli hydrofilne), czyli całkowitą wartość ORAC.
| Artykuł spożywczy                                       | Dawka lub porcja             | Potencjał antyoksydacyjny porcji/dawki |
| ------------------------------------------------------- | ---------------------------- | -------------------------------------- |
| cynamon, zmielony                                       | 100 g                        | 267 536                                |
| aronia czarna (Aronia melanocarpa)                      | 100 g                        | 16 062                                 |
| fasola zwykła, biała, drobna (ang. white beans)         | ½ filiżanki suszonych nasion | 13 727                                 |
| czarna jagoda (leśna)                                   | 1 filiżanka                  | 13427                                  |
| fasola zwykła, czerwona ang. kidney beans †             | ½ filiżanki suszonych nasion | 13 259                                 |
| fasola zwykła, różowa, plamista ang. pinto beans        | ½ filiżanki                  | 11 864                                 |
| borówka wysoka (uprawiana)                              | 1 filiżanka                  | 9019                                   |
| żurawina (jagody nie przetworzone)                      | 1 filiżanka                  | 8983                                   |
| karczoch zwyczajny (środkowa cześć warzywa, tzw. serca) | 1 filiżanka, ugotowane       | 7904                                   |
| jeżyna (uprawiana)                                      | 1 filiżanka                  | 7701                                   |
| śliwka (węgierka, suszona)                              | ½ filiżanki                  | 7291                                   |
| malina                                                  | 1 filiżanka                  | 6058                                   |
| truskawka                                               | 1 filiżanka                  | 5938                                   |
| jabłko (odmiana Red Delicious)                          | 1 jabłko                     | 5900                                   |
| jabłko (odmiana Granny Smith)                           | 1 jabłko                     | 5381                                   |
| orzechy pekany (orzesznik jadalny)                      | 1 uncja                      | 5095                                   |
| czereśnia (czereśnia dzika)                             | 1 filiżanka                  | 4873                                   |
| śliwka czarna, świeża                                   | 1 owoc                       | 4844                                   |
| ziemniak czerwonoskóry (odmiana Russet Burbank)         | 1 bulwa ugotowana            | 4649                                   |
| fasola zwykła, czarna ang. black beans                  | ½ filiżanki suszonych ziaren | 4181                                   |
| śliwka                                                  | 1 owoc                       | 4118                                   |
| jabłko odmiany Gala                                     | 1 jabłko                     | 3903                                   |
| czekolada gorzka, uszlachetniona                        | 1 czekoladka                 | 3040                                   |

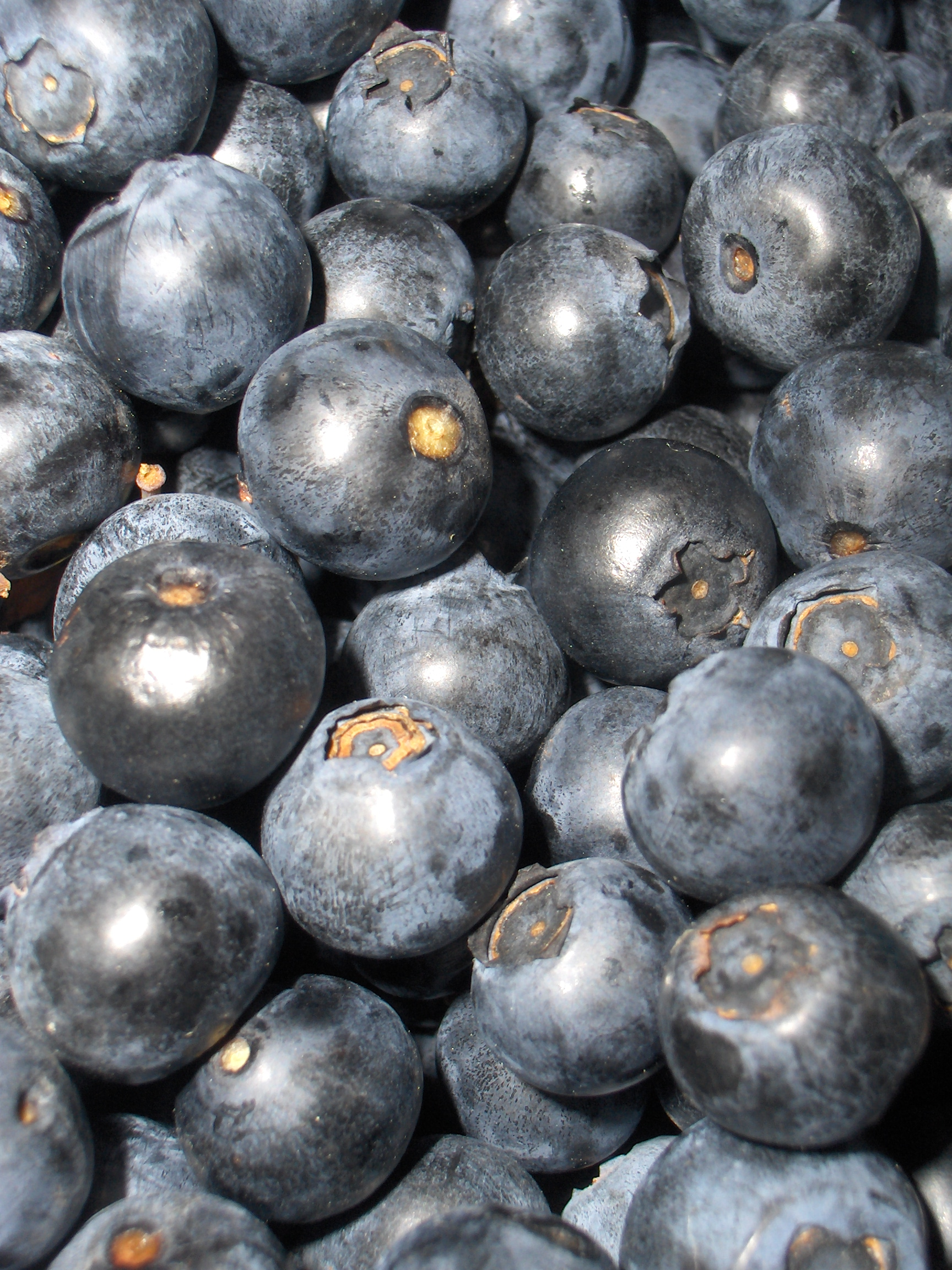
Leśne czarne jagody to jedne z najbogatszych w przeciwutleniacze owoców

† Surowe lub niedogotowane nasiona fasoli z gatunku red kidney beans i jemu podobnych, zawierają naturalną toksynę proteinową, która może wywołać łagodne lub ostre zatrucie pokarmowe, szczególnie groźne w skutkach w przypadku uczulenia. Tradycyjne przygotowanie fasoli przez uprzednie namoczenie jej w wodzie, a następnie ugotowanie, skutecznie zmniejsza ilość toksycznego białka do bezpiecznych wartości, bez znaczącej utraty wartości odżywczych. 
Gotowanie warzyw w wodzie znacznie zuboża wartości przeciwutleniające zmierzone metodą ORAC-FL (do 30% w stosunku do wartości posiadanych w stanie surowym), podczas gdy gotowanie na parze tego mankamentu praktycznie nie wykazuje (zaledwie 20% przeciwutleniaczy ulega zniszczeniu).
Powyższy spis nie jest wyczerpujący, ponieważ nie uwzględnia niektórych produktów żywnościowych o najwyższych, znanych wartościach przeciwutleniających, np. pewne przyprawy korzenne oraz owoce, szczególnie jagody gatunku bez czarny (łac. Sambucus nigra, ang. elderberry) oraz owoce euterpy warzywnej (zwane ang. acai, pt. açai).
Spośród owoców i warzyw większe ilości antyoksydantów mają zwykle te gatunki z których część spożywana ma dużą zawartość suchej masy np. orzechy (włoskie, laskowe), migdały czy też fasola, w porównaniu do gatunków w które są silnie "uwodnione" np. ananas czy ogórek lub arbuz. Zdecydowana większość tradycyjnie stosowanych przypraw, bez względu na to czy są świeże czy suche i zmielone wykazuje wysoką wartość potencjału antyoksydacyjnego. 
| Produkt                                      | Potencjał antyoksydacyjny w 100 g produktu (μ mol TE/100 g) | Produkt                                               | Potencjał antyoksydacyjny w 100 g produktu (μ mol TE/100 g) |
| -------------------------------------------- | ----------------------------------------------------------- | ----------------------------------------------------- | ----------------------------------------------------------- |
| owoce                                        | owoce                                                       | warzywa                                               | warzywa                                                     |
| agrest, świeży                               | 3277                                                        | arbuz                                                 | 142                                                         |
| ananas, świeży                               | 563                                                         | brokuł, świeży                                        | 1362                                                        |
| awokado, świeże                              | 1933                                                        | cebula, biała, świeża                                 | 863                                                         |
| banan                                        | 879                                                         | cebula, czerwona, świeża                              | 1521                                                        |
| borówka wysoka, świeża                       | 6552                                                        | fasola, nasienie, surowe                              | 7250                                                        |
| brzoskwinie, puszkowane, w zalewie           | 436                                                         | fasola zwyczajna, szparagowa, zielona                 | 759                                                         |
| brzoskwinie, świeże                          | 1814                                                        | kalafior gotowany                                     | 620                                                         |
| brzoskwinie, suszone                         | 4222                                                        | kalafior surowy                                       | 829                                                         |
| czereśnie, świeże, uprawiane                 | 3365                                                        | kapusta, biała, świeża                                | 508                                                         |
| gruszka, świeża                              | 2941                                                        | kapusta warzywna, czerwona, świeża                    | 2252                                                        |
| jabłko, odmiany Golden Delicious, bez skórki | 2210                                                        | marchew zwyczajna, gotowana, bez soli                 | 317                                                         |
| jabłko, odmiany Golden Delicious, ze skórką  | 2670                                                        | marchew, surowa                                       | 666                                                         |
| jagody aronii, świeże                        | 15 820                                                      | ogórek, świeży, obrany                                | 126                                                         |
| jagody bzu czarnego, świeże                  | 14 697                                                      | ogórek, świeży, ze skórką                             | 214                                                         |
| jeżyny, świeże                               | 5349                                                        | papryka, słodka, żółta                                | 694                                                         |
| mandarynka, świeża                           | 14 697                                                      | papryka, słodka, czerwona                             | 791                                                         |
| mango, świeże                                | 1002                                                        | papryka, słodka, zielona                              | 694                                                         |
| Migdały                                      | 4454                                                        | sałata lodowa, świeża                                 | 438                                                         |
| morela, świeża                               | 1115                                                        | sałata masłowa, świeża                                | 1447                                                        |
| orzechy laskowe                              | 9645                                                        | sałata czerwona, świeża                               | 2287                                                        |
| orzechy włoskie                              | 13 541                                                      | szpinak, świeży                                       | 1515                                                        |
| śliwki, świeże                               | 6259                                                        | napoje                                                | napoje                                                      |
| śliwki suszone                               | 6552                                                        | herbata czarna                                        | 1328                                                        |
| truskawki                                    | 3577                                                        | herbata zielona                                       | 1772                                                        |
| przyprawy                                    | przyprawy                                                   | herbata miętowa                                       | 409                                                         |
| bazylia, świeża                              | 4805                                                        | herbata Pu-erh                                        | 494                                                         |
| chili mielone                                | 23 636                                                      | biała herbata                                         | 1742                                                        |
| curry                                        | 48 504                                                      | melisa lekarska                                       | 610                                                         |
| czosnek, świeży                              | 5365                                                        | hrebata rumiankowa                                    | 180                                                         |
| kardamon                                     | 2764                                                        | sok pomidorowy                                        | 486                                                         |
| majeranek, świeży                            | 27 297                                                      | sok pomarańczowy, niesłodzony                         | 2341                                                        |
| mięta świeża                                 | 13 978                                                      | sok jabłkowy, z koncentratu, bez cukru                | 408                                                         |
| papryka, mielona, słodka                     | 17 917                                                      | wino białe, stołowe                                   | 392                                                         |
| tymianek świeży                              | 27 426                                                      | wino czerwone, zrobione ze szczepu Cabernet Sauvignon | 5034                                                        |
| inne                                         |                                                             |                                                       |                                                             |
| chleb wielozbożowy (7 zbóż)                  | 1286                                                        | chleb "Pumpernikiel"                                  | 1963                                                        |
| chleb pełnoziarnisty (żytni)                 | 2104                                                        | czekolada czarna, półgorzka                           | 40 200                                                      |
| oliwa                                        | 1150                                                        |                                                       |                                                             |

## Porównanie wartości ORAC

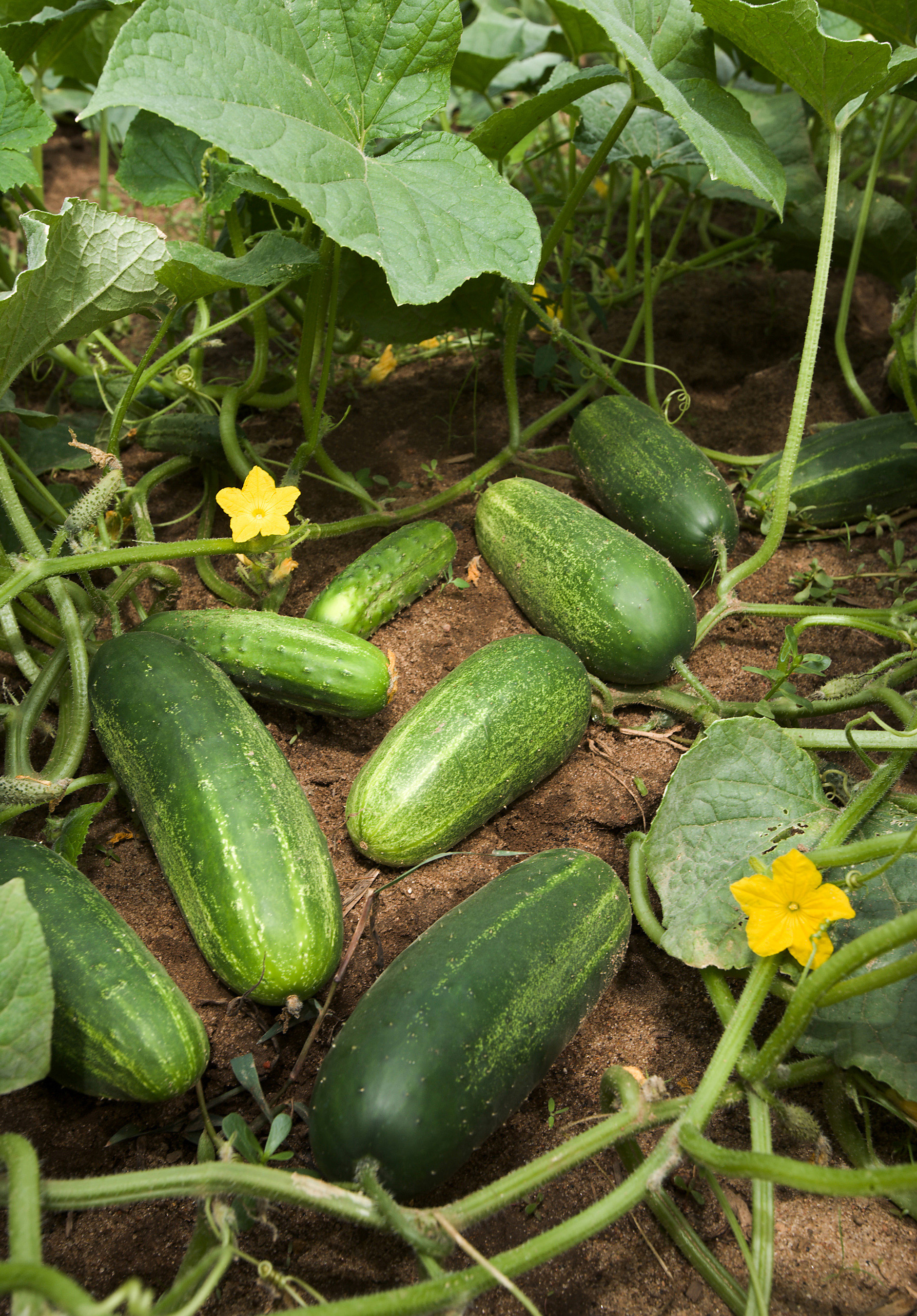
ORAC wodnistego ogórka: 1,15 µmol TE/gram

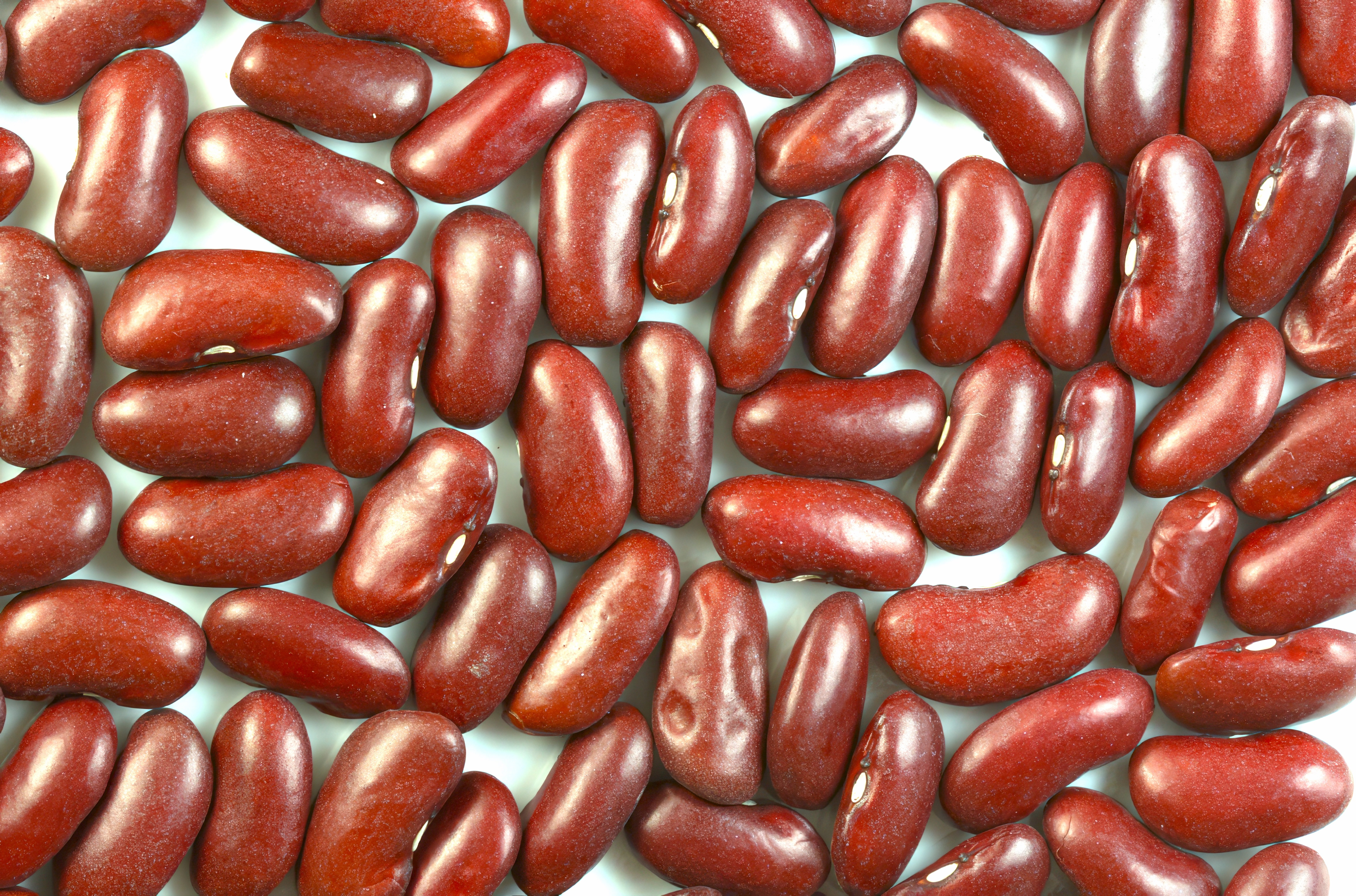
ORAC dla suszonych ziaren czerwonej fasolki: 149 µmol TE/gram

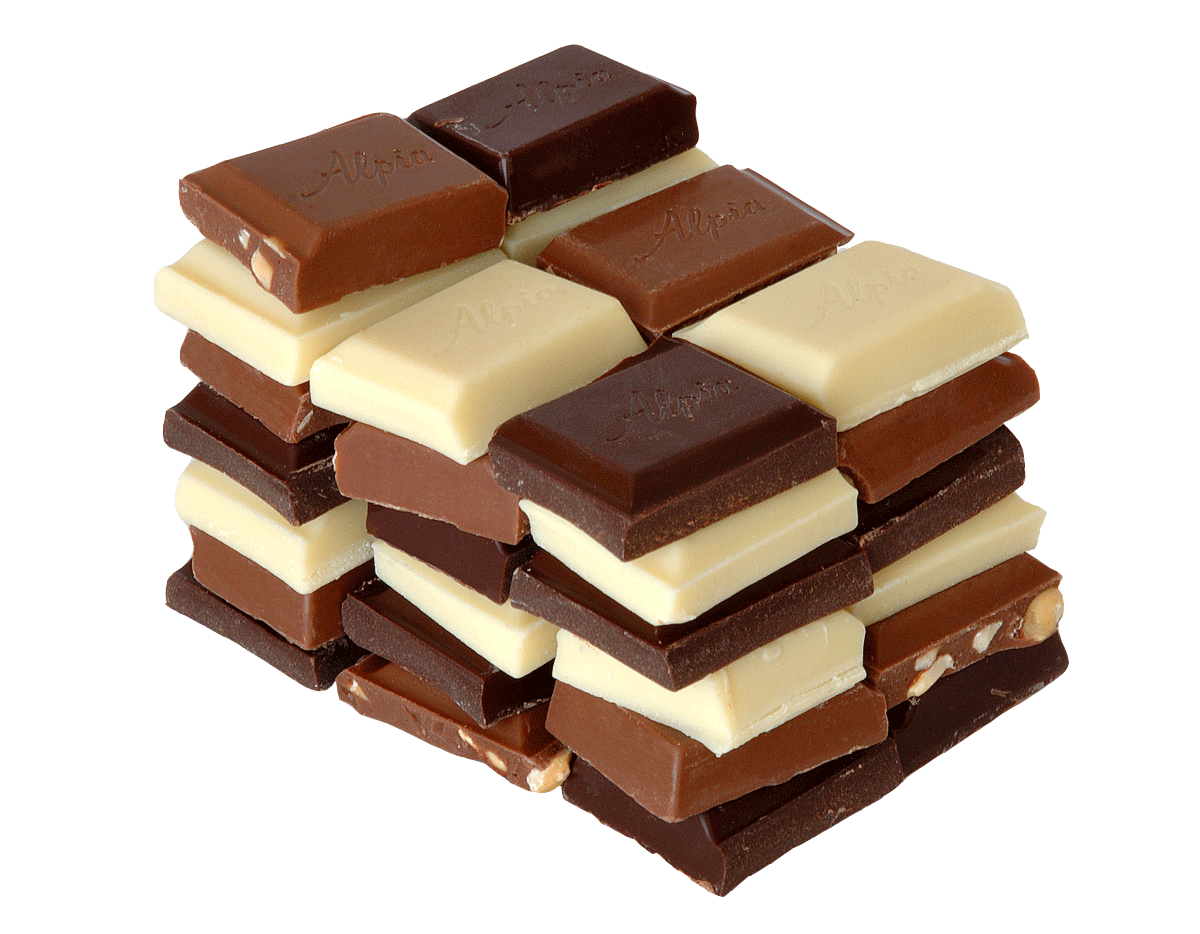
Czekolada gorzka: 1032 µmol TE/gram, czekolada mleczna: 71,3 µmol TE/gram

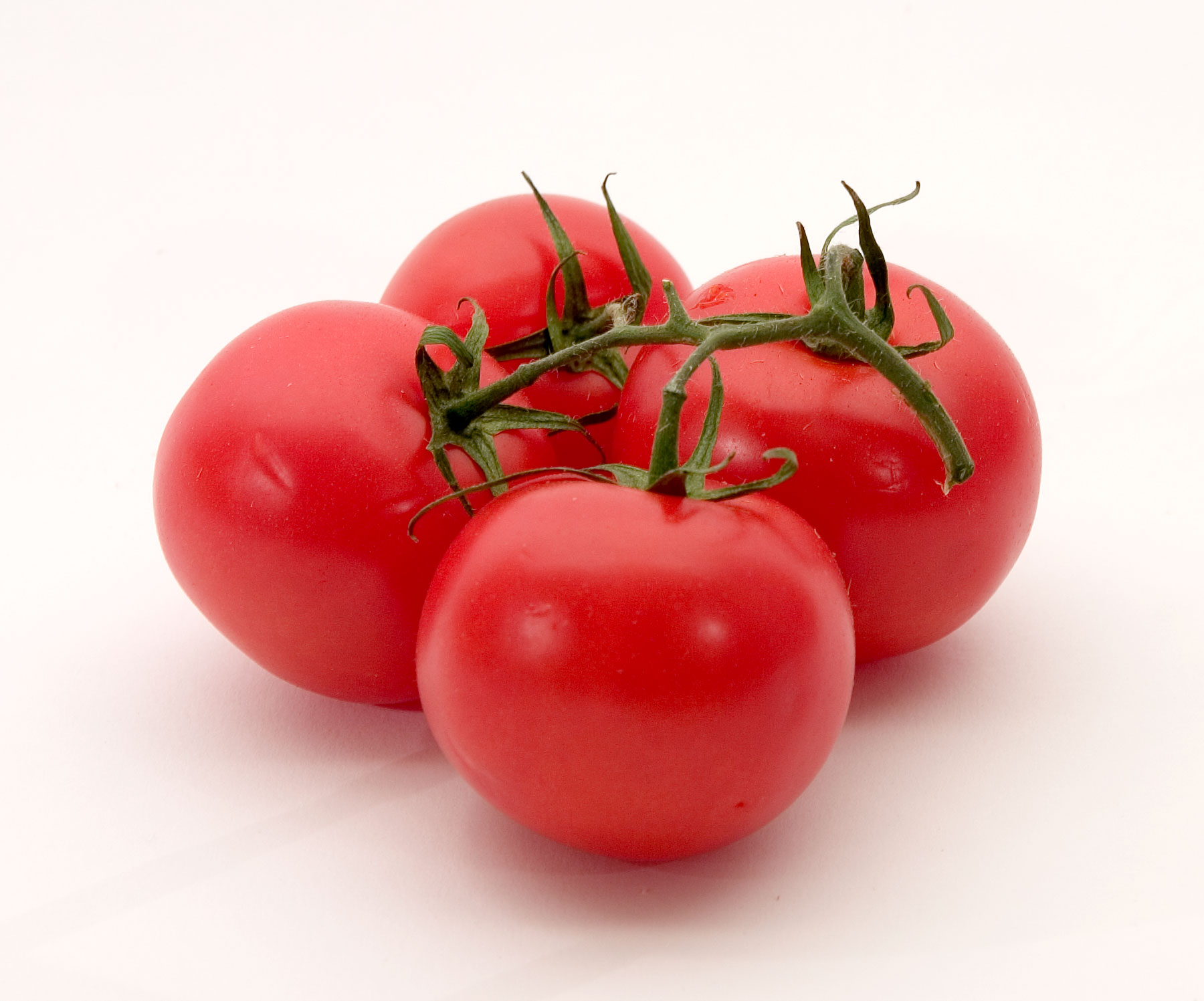
ORAC dla pomidora: 4 µmol TE/gram

Porównując wartości ORAC dla poszczególnych owoców i warzyw należy zwrócić szczególną uwagę na jednostki, w których przedstawiono obliczenia – niektóre badania podają wartości ORAC w przeliczeniu na 1 gram suchej masy produktu spożywczego, inne w przeliczeniu na 1 gram świeżego (uwodnionego) produktu, a jeszcze inne w przeliczeniu na porcję przeznaczoną do konsumpcji. Stąd też niektóre szeroko stosowane metody porównawcze dają błędne rezultaty, z uwagi na porównywanie niewymiernych wielkości, np. jednostki ORAC dla wodnistej masy owocu w stosunku do jednostki ORAC w konsumpcyjnej porcji żywności. Co poniektóre porównania niesprawiedliwie zawyżą uzyskane wartości dla określonych preparatów, np. rodzynki mają większe właściwości przeciwutleniające na gram masy w porównaniu do winogron, z uwagi na odwodnienie. Podobnie arbuzy z tego samego powodu wydają się nie posiadać właściwości przeciwutleniających z uwagi na olbrzymią procentową zawartość wody w ich miąższu.
Porównywanie jednostek ORAC względem ilości kilokalorii w gramie produktu spożywczego wykazuje szereg zalet, w tym ma praktyczne znaczenie w procesie odżywiania się z punktu widzenia przybierania na wadze ciała lub tracenia zbędnych kilogramów. 
Zakres wartości ORAC dla popularnych owoców wynosi od 1,40 micromol TE/gram w wodnistym arbuzie do 95 µmol TE/g w przypadku borówek. Czarne jagody leśne także posiadają wysokie wartości ORAC: do 92,6 µmol TE/g. 
W przypadku warzyw, szczególnie rozmaitych warzyw strączkowych (w tym fasoli), wartości ORAC wahają się od 1,15 µmol TE/g dla wodnistego ogórka do 149 µmol TE/g dla zwykłej fasolki czerwonej gatunku red kidney bean w stanie wysuszonych nasion.
Dla różnych gatunków orzechów rozpiętość skali ORAC wynosi od 7,19 µmol TE/g dla nerkowców aż do 179,4 µmol TE/g dla pekanów.
Wartości ORAC suszonych owoców wynoszą od 23,87 µmol TE/g dla daktyli gatunku medjool do 85,78 µmol TE/g dla suszonych śliwek węgierek.
Jabłka różnią się gatunkowo w zakresie wartości ORAC od 22,10 µmol TE/g do 42,75 µmol TE/g.
Zwyczajny ziemniak wykazuje ORAC poniżej 11 µmol TE/g, orzeszki ziemne: 31,66 µmol TE/g, a pomidory: zaledwie 4 µmol TE/g.
Pewne pospolite przyprawy kuchenne, np. goździki oraz cynamon zawierają najwyższe wartości zmierzone przez USDA: >2500 w micromolach TE/gram. Kakao charakteryzuje się bardzo dużą zawartością przeciwutleniaczy ocenioną za pomocą metody ORAC, która w przypadku czekolady kuchennej wynosi 1032 µmol TE/g, niestety czekolada mleczna posiada już tylko 71,30 µmol TE/g. 
Producenci zdrowej żywności (ang. health food) oraz dodatków witaminowych i mineralnych, wprowadzili do swojej oferty handlowej skoncentrowane odżywki o wysokich wartościach ORAC, reklamując je zwrotem (ang.) the number one ORAC product, czyli "najlepszy produkt ORAC". Te przechwałki zazwyczaj nie mają oparcia w literaturze naukowej. W przypadku wielu tak oferowanych preparatów nie przeprowadzono żadnych badań w zakresie ich dostępności biologicznej (przyswajalności), ani nie określono stopnia wykorzystania w metabolizmie przez organizm człowieka. 
Inicjatywa ORACWatch w USA jest przykładem niezależnej próby uźródłowienia i potwierdzenia, w oparciu o rzetelne materiały naukowe, wartości ORAC podawanych przez producentów zdrowej żywności i rozmaitych suplementów diety.